# مقاطعة ستوكس (كارولاينا الشمالية)
مقاطعة ستوكس (بالإنجليزية: Stokes County)‏ هي إحدى مقاطعات ولاية كارولاينا الشمالية في الولايات المتحدة الأمريكية. مركز المقاطعة أو مقعدها هي مدينة دانبوري. تأسست هذه المقاطعة سنة 1789.أصل هذه المقاطعة يأتي من: مقاطعة سوري.

## أعلام
- الكسندر مارتن
- غابرييل مور
- آرشي كليمنت